# Pantsarnäsfjärden
Pantsarnäsfjärden är en fjärd i Åland (Finland). Den ligger i den nordvästra delen av landskapet, 26 km norr om huvudstaden Mariehamn.
I omgivningarna runt Pantsarnäsfjärden växer i huvudsak barrskog. Runt Pantsarnäsfjärden är det glesbefolkat, med 19 invånare per kvadratkilometer.